# Saint-Maurice-l’Exil
Saint-Maurice-l’Exil ist eine französische Gemeinde mit 6.722 Einwohnern (Stand: 1. Januar 2022) im Département Isère in der Region Auvergne-Rhône-Alpes; sie gehört zum Arrondissement Vienne und zum Kanton Vienne-2.

## Geografie
Saint-Maurice-l’Exil wird im Westen durch die teilweise kanalisierte Rhone begrenzt, im Osten durch die Route nationale 7. Nachbargemeinden sind Clonas-sur-Varèze im Norden, Roussillon im Osten und Südosten, Le Péage-de-Roussillon, im Westen und Südwesten von Saint-Pierre-de-Bœuf, Chavanay im Westen und Nordwesten sowie Saint-Alban-du-Rhône im Nordwesten.
Im Nordwesten der Gemeinde liegt ein Teil des Kernkraftwerks Saint-Alban.

## Bevölkerungsentwicklung
| Jahr                       | 1800 | 1856 | 1906 | 1926 | 1946 | 1954 | 1962 | 1968 | 1975 | 1982 | 1990 | 1999 | 2006 | 2017 |
| -------------------------- | ---- | ---- | ---- | ---- | ---- | ---- | ---- | ---- | ---- | ---- | ---- | ---- | ---- | ---- |
| Einwohner                  | 545  | 1008 | 844  | 974  | 1087 | 1352 | 2568 | 3433 | 3735 | 4070 | 5218 | 5515 | 5526 | 6141 |
| Quellen: Cassini und INSEE |      |      |      |      |      |      |      |      |      |      |      |      |      |      |

## Sehenswürdigkeiten
- Kirche Saint-Blaise

## Persönlichkeiten
- Peter von Tarentaise (1102–1174), Erzbischof der Tarentaise

## Verkehr
Durch die Gemeinde führt die Bahnstrecke Paris–Marseille und die Route nationale 7.

## Weblinks

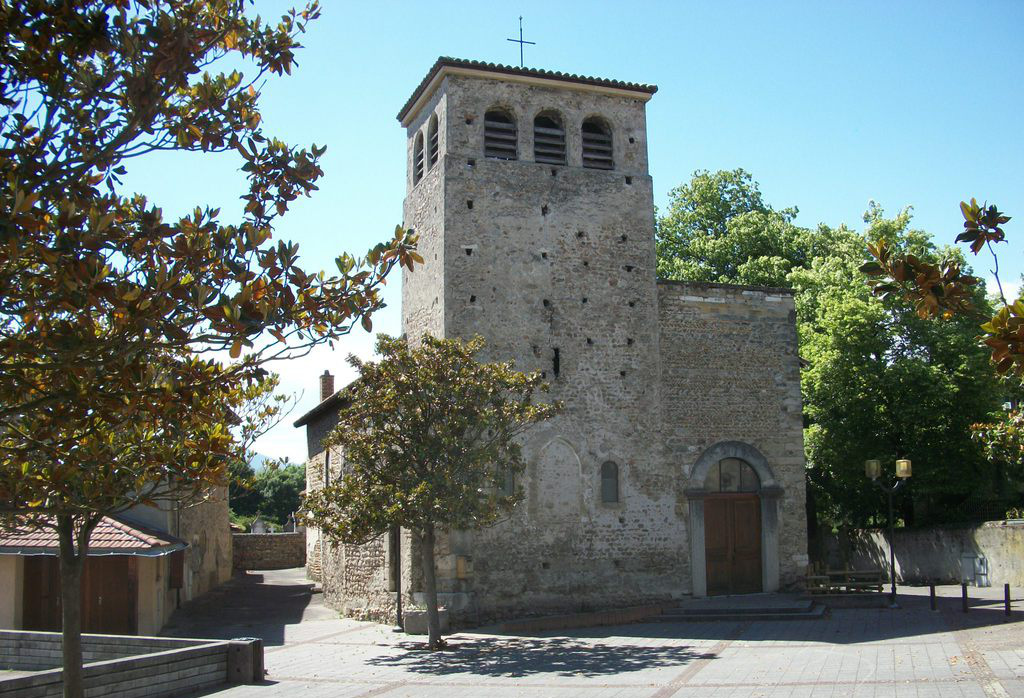
Kirche Saint-Blaise am Platz Saint-Pierre-de-Tarentaise